# 武山村
武山村（たけやまむら）は、神奈川県三浦郡に存在した村。

## 歴史

### 村名の由来
武山の所在による。

### 沿革
- 1889年（明治22年）4月1日 - 町村制の施行により、須軽谷村、武村、林村、太田和村および長井村飛地が合併して発足。
- 1943年（昭和18年）4月1日 - 横須賀市に編入。同日武山村廃止。

## 現在の町名
- 住居表示実施地区：武一 - 三丁目、林一 - 五丁目、太田和一 - 五丁目および御幸浜、山科台、光の丘の各一部
- 住居表示未実施地区：須軽谷

## 参考資料
- 角川日本地名大辞典 14 神奈川県